# Petralona (metropolitana di Atene)
Petralona (in greco: Σταθμός Πετραλώνων) è una stazione della linea 1 della metropolitana di Atene. Serve il quartiere di Petralona.